# Festivalul de Film Sundance din 2018
Festivalul de Film Sundance din 2018 a avut loc în perioada 18 - 28 ianuarie 2018. Prima gamă de filme din competiția festivalului a fost anunțată la 29 noiembrie 2017.

## Filme

### US Dramatic Competition
- American Animals de Bart Layton
- Blaze de Ethan Hawke
- Blindspotting de Carlos López Estrada
- Burden de Andrew Heckler
- Eighth grade de Bo Burnham
- I Think We're Alone Now de Stuf Grassi
- The Kindergarden Teacher de Sara Colangelo
- Lizzie de William Craig Macneill
- The Miseducation of Cameron Post de Desiree Akhavan
- Monster de Anthony Mandler
- Monsters and Men de Reinaldo Marcus Verde
- Nancy de Christina Choe
- Sorry to Bother You de Cizme Riley
- The Tale de Jennifer Fox
- Tyrel de Sebastián Silva
- Wildlife de Paul Dano

### US Documentary Competition
- Bisbee '17 de Robert Greene
- Crime + Punishment de Stephen Maing
- Dark Money de Kimberly Reed
- The Devil We Know de Stephanie Soechtig
- Hal de Amy Scott
- Hale County This Morning, This Evening de RaMell Ross
- Inventing Tomorrow de Laura Nix
- Kailash de Derek Doneen
- Kusama - Infinity de Heather Lenz
- The Last Race de Michael Dweck
- Minding the Gap de Bing Liu
- On Her Shoulders de către Alexandria Bombach
- The Price of Everything de Nathaniel Kahn
- Seeing Allred de Sophie Sartain și Roberta Grossman
- The Sentence de Rudy Valdez
- Three Identical Strangers de Tim Wardle

### Premiere
- Beirut de Brad Anderson
- The Catcher Was a Spy de Ben Lewin
- Colette de Wash Westmoreland
- Come Sunday de Joshua Marston
- Damsel de David Zellner
- Don't Worry, He Won't Get Far on Foot de Gus Van Sant
- A Futile and Stupid Gesture de David Wain
- The Happy Prince de Rupert Everett
- Hearts Beat Loud de Brett Haley
- Juliet, Naked de Jesse Peretz
- A Kid Like Jake de Silas Howard
- Leave No Trace de Debra Granik
- The Long Dumb Road de Hannah Fidell
- Ophelia de Claire McCarthy
- Private Life de către Tamara Jenkins
- Puzzle de Marc Turtletaub
- What They Had de Elizabeth Chomko

### World Cinema Dramatic Competition
- And Breathe Normally de Ísold Uggadóttir (Islanda-Suedia-Belgia)
- Butterflies de Tolga Karaçelik (Turcia)
- Dead Pigs de Cathy Yan (China)
- The Guilty de Gustav Möller (Danemarca)
- Holiday de Isabella Eklöf (Danemarca-Olanda-Suedia)
- Loveling de Gustavo Pizzi (Brazilia-Uruguay)
- Pity de Babis Makridis (Grecia-Polonia)
- The Queen of Fear de Valeria Bertuccelli și Fabiana Tiscornia (Argentina-Danemarca)
- Rust de Aly Muritiba (Brazilia)
- Time Share (Tiempo Compartido) de Sebastian Hofmann (Mexic-Olanda)
- Un Traductor de Rodrigo Barriuso și Sebastian Barriuso (Canada, Cuba)
- Yardie de Idris Elba (Marea Britanie)

### Indie Episodic
- I'm Poppy! de Titanic Sinclair